# Hruškovec (Rakovec)
 Hruškovec  falu Horvátországban Zágráb megyében. Közigazgatásilag Rakovechez tartozik.

## Fekvése
Zágrábtól 27 km-re északkeletre, községközpontjától 3 km-re délre az A4-es autópálya közelében, a megye északkeleti részén fekszik.

## Története
A falunak 1857-ben 63, 1910-ben 154 lakosa volt. Trianonig Belovár-Kőrös vármegye Kőrösi járásához tartozott. 2001-ben 71 lakosa volt.

## Lakosság
| Lakosság változása | Lakosság változása | Lakosság változása | Lakosság változása | Lakosság változása | Lakosság változása | Lakosság változása | Lakosság változása | Lakosság változása | Lakosság változása | Lakosság változása | Lakosság változása | Lakosság változása | Lakosság változása | Lakosság változása |
| ------------------ | ------------------ | ------------------ | ------------------ | ------------------ | ------------------ | ------------------ | ------------------ | ------------------ | ------------------ | ------------------ | ------------------ | ------------------ | ------------------ | ------------------ |
| 1857               | 1869               | 1880               | 1890               | 1900               | 1910               | 1921               | 1931               | 1948               | 1953               | 1961               | 1971               | 1981               | 1991               | 2001               |
| 63                 | 71                 | 81                 | 129                | 47                 | 154                | 136                | 137                | 125                | 121                | 108                | 100                | 104                | 88                 | 71                 |

## Nevezetességei
Védett épület a 19. szám alatti, 1929-ben épült hagyományos, földszintes lakóház, téglalap alaprajzzal és alagsorral. A belső tér háromszobás elrendezésű, ahová a külső verandáról lehet bejutni. A nyugati oldalon egy külön bejárattal rendelkező, téglából épített kamra található. A kertben két nagy, fából és téglából épült melléképület található.